# دائرة آدكار
دائرة آدكار إحدى دوائر ولاية بجاية الجزائرية . عاصمتها هي آدكار وتضم بلديات :
- آدكار
- تاوريرت آغيل
- كسيلة

## مواضيع ذات صلة
- دوائر ولاية بجاية
- بلديات ولاية بجاية